# Derek Wolfe
Derek Wolfe (Lisbon, 24 febbraio 1990) è un ex giocatore di football americano statunitense che ha militato nel ruolo di defensive end nella National Football League. Fu scelto nel corso del secondo giro (36º assoluto) del Draft NFL 2012 dai Denver Broncos. Al college ha giocato a football a Cincinnati.

## Carriera

### Denver Broncos
Wolfe fu scelto nel corso del secondo giro, 36º assoluto, nel Draft 2012 dai Denver Broncos. Wolfe debuttò come professionista nella settimana 1 contro i Pittsburgh Steelers mettendo a segno 3 tackle e un sack per una perdita di nove yard. Derek terminò la sua stagione da rookie con 40 tackle, 6 sack e 2 passaggi deviati. I suoi 6 sack lo posero al terzo posto della squadra dietro Von Miller e Elvis Dumervil. Nella successiva fece registrare 16 tackle e 4 sack in 11 presenze, tutte come titolare, giungendo fino al Super Bowl XLVIII perso contro i Seattle Seahawks.
Nell'ottavo turno della stagione 2015, Wolfe guidò i Broncos con 7 tackle nella vittoria sui precedentemente imbattuti Green Bay Packers che gli valsero il premio di miglior difensore della AFC della settimana. In seguito, nella finale di conference contro i New England Patriots, guidò la squadra con sei tackle, oltre a un sack su Tom Brady, nella vittoria per 20-18 che qualificò i Broncos per il Super Bowl 50. Nella finalissima, vinta per 24-10 sui Carolina Panthers, mise a segno 5 tackle e un sack condiviso su Cam Newton.

### Baltimore Ravens
Il 28 marzo 2020, Wolfe firmò un contratto di un anno con i Baltimore Ravens. Il 16 marzo 2021 firmò un nuovo contratto triennale del valore di 12 milioni di dollari.

## Palmarès

### Franchigia
- Super Bowl : 1

Denver Broncos: 50
- American Football Conference Championship: 2

Denver Broncos: 2013, 2015

### Individuale
- Difensore della AFC della settimana: 1

8ª del 2015